# Sellingerbeetse
De Sellingerbeetse is een gehucht in de gemeente Westerwolde in de provincie Groningen. Het heeft een populatie van ongeveer 210 en ligt ten westen van Sellingen.
In het gehucht staat het kerkje 'Opwaarts!', gebouwd in Amsterdamse school stijl in 1925 in opdracht van de Nederlandse Hervormde Kerk. Momenteel dient het als cultureel podium en is in gebruik voor exposities en bijeenkomsten.
Bij het gehucht ligt het natuurgebied het Sellingerveld. In dat gebied liggen drie grote zandplassen die in de loop der jaren zijn ontstaan door zandwinning, lokaal bekend als de Beetser koeln (Beetserkuilen). Bij de plassen, die nu deels een recreatiefunctie hebben, ligt een camping.
In 1969 werd door minister Kikkert een plan gelanceerd voor een militair oefenterrein van 4000 hectare waarvoor Sellingerbeetse zou moeten verdwijnen. In 1970 werd door de Grontmij nog een vergroot plan B van 8000 hecate gelanceerd waarbij een nog groter terrein werd geprojecteerd, waarvoor nog veel meer mensen zouden moeten verdwijnen. In 1971 werd onder druk van de bevolking en regionale politiek dit Plan Kikkert uitgesteld en in 1974 door het Kabinet-Den Uyl uiteindelijk verworpen. 

## Kamp De Beetse
Tussen 1935 en 1948 stond Kamp De Beetse bij Sellingerbeetse waar eerst werklozen moesten werken, vervolgens Joodse mannen en daarna dwangarbeiders voor de Arbeitsinsatz werden geïnterneerd, daarna NSB-vrouwen en -kinderen (na Dolle Dinsdag) werden gehuisvest en ten slotte na de oorlog NSB'ers en SS'ers werden geïnterneerd.

## Geboren
- Lammert Huizing (1916-1944), verzetsdeelnemer